# Caesars
Caesars er et svensk rock band. Bandet er bedst kendt for singlen "Jerk It Out". Singlen har lagt musik til en række videospil samt til en iPod reklame i 2005. 
Albummet Strawberry Weed udkom i skandinavien d. 5. marts 2008. Albummet var produceret af Ebbot Lundberg fra Soundtrack Of Our Lives.
Joakim Åhlund er desuden medlem af gruppen Teddybears STHLM. 

## Diskografi
- Youth Is Wasted on the Young (som "Twelve Caesars"), udgivet 8. december 1998
- Cherry Kicks (as "Caesars Palace"), udgivet 2000 (Guld i Sverige)
- Love for the Streets (as "Caesars Palace"), udgivet 2002 (Guld i Sverige)
- 39 Minutes of Bliss (In an Otherwise Meaningless World), udgivet 22 April 2003
- Paper Tigers, udgivet 26. april 2005 (#13 SWE) (#40 UK)
- Strawberry Weed, udgivet 5 marts 2008 (#16 SWE)